# الکساندر ناد
الکساندر ناد (اوکراینی: Олександр Арпадович Надь؛ زادهٔ ۲ سپتامبر ۱۹۸۵) بازیکن فوتبال اهل اوکراین است.
از باشگاه‌هایی که در آن بازی کرده‌است می‌توان به باشگاه فوتبال اوورلا اوژهورود و باشگاه فوتبال بوداپست هونود اشاره کرد.